# Argonectes
Genre
Argonectes est un genre de poissons téléostéens de la famille des Hemiodontidae (ordre des Characiformes).

## Liste d'espèces
Selon World Register of Marine Species (5 juillet 2023) :
- Argonectes longiceps (Kner, 1858)
- Argonectes robertsi Langeani, 1999

## Systématique
Le nom valide complet (avec auteur) de ce taxon est Argonectes Böhlke (d) & Myers.

## Étymologie
Le nom générique, Argonectes, dérive du grec ancien ἀργός, argós, « Blanc, brillant, vif, rapide », et νηκτός, nêktós, « qui nage ». Ce nom n'est pas complètement expliqué mais pourrait faire référence aux marques noires particulièrement frappantes sur les branchies d’Argonectes longiceps.